# Материнский инстинкт
Матери́нский инсти́нкт (инсти́нкт ма́тери) — собирательное название норм поведения, характеризующихся стремлением особи защитить более слабую особь (особи) от вредного воздействия окружающей среды путём заботы и внимания.
Наблюдается как у млекопитающих, так и у рыб, насекомых и птиц. Зачастую материнским инстинктом называют вид поведения, при котором мать (или же приёмная мать) стремится оберегать своё чадо, заботиться о нём и воспитать его.

## История
Материнский инстинкт как таковой был замечен ещё с древних времён. Точно не известно, кто ввёл само понятие «материнского инстинкта», однако авторство приписывают Уильяму Мак-Дугаллу — англо-американскому психологу, основателю гормонической психологии — хотя он и не называл его напрямую материнским инстинктом. В качестве основных движущих сил человеческого поведения он рассматривал иррациональные, инстинктивные побуждения (его понимание инстинкта, из-за расплывчатости, вызвало критику специалистов по этологии, в частности Конрада Лоренца). В основе поведения лежит интерес, обусловленный врождённым инстинктивным влечением, которое лишь находит своё проявление в навыке и обслуживается теми или иными механизмами поведения. Всякое органическое тело от рождения наделено некой витальной энергией, запасы и формы распределения (разрядки) которой жестко предопределены репертуаром инстинктов. Как только первичные импульсы определяются в виде направленных на те или иные цели побуждениях, они получают своё выражение в соответствующих телесных приспособлениях.
Инстинкт — этот термин был в дальнейшем заменён Мак-Дугаллом на термин «склонность» — представляет собой врождённое образование, обладающее побудительной и управляющей функциями, содержащее в себе определённую последовательность процесса переработки информации, эмоционального возбуждения и готовности к моторным действиям. Таким образом, это психофизическое предрасположение заставляет индивида что-либо воспринимать, испытывая от этого специфическое эмоциональное возбуждение и импульс к действию.
Первоначально выделялось 12 видов инстинктов: бегство (страх), неприятие (отвращение), любознательность (удивление) — ещё в 1908 г. Мак-Дугалл указывал на наличие познавательной мотивации у высших приматов — агрессивность (гнев), самоуничижение (смущение), самоутверждение (воодушевление), родительский инстинкт (нежность), инстинкт продолжения рода, пищевой инстинкт, стадный инстинкт, инстинкт приобретательства, инстинкт созидания.
По его мнению, основные инстинкты напрямую связаны с соответствующими эмоциями, так как внутренним выражением инстинктов являются эмоции.
Опираясь на учение Ч. Дарвина об эмоциях, трактовал их как аффективный аспект инстинктивного процесса. Каждому первичному импульсу соответствует определённая эмоция: побуждение к бегству связано со страхом, любопытство — с удивлением, драчливость — с гневом, родительский инстинкт — с нежностью.
Известный советский зоопсихолог Курт Эрнестович Фабри (1923—1990), автор учебника «Основы зоопсихологии» (1976), неустанно подчеркивал, что инстинкт и научение не составляют две последовательные стадии в эволюционном развитии поведения; и будучи компонентами единого процесса поведения, они друг без друга не могут существовать. Иначе говоря, так называемых «чистых» инстинктов не существует. Поэтому классифицируя, например, строительство гнёзд у шимпанзе, крыс, птиц, рыб, и ос как инстинктивное поведение, необходимо учитывать огромное разнообразие реальных психофизиологических механизмов такого поведения, оно в значительной степени может быть результатом научения и интеллектуального решения.
В 1919 году Карл Густав Юнг ввёл понятие психологического архетипа в работе «Инстинкт и бессознательное». В его понимании архетипы — универсальные изначально врождённые психические структуры, составляющие содержание коллективного бессознательного, распознаваемые в нашем опыте и являемые, как правило, в образах и мотивах сновидений. Группа воспоминаний и связей вокруг архетипа, называется комплексом. Одним из таких комплексов являлся материнский комплекс, связанный с материнским архетипом. Юнг рассматривал архетипы как психологические органы, по аналогии с органами тела, так как в тех и других есть морфологические задатки, которые проявляются в ходе развития. То, что образ матери в большинстве случаев предстаёт как нежная, заботливая и понимающая женщина, он объяснил как ответная реакция ребёнка на материнский инстинкт.

## Происхождение
С одной стороны, биохимики уверенно доказывают, что материнский инстинкт базируется на выработке специального белка пролактина во время беременности и лактации. Но, одновременно с этим, другие научные группы продемонстрировали опытным путём, что материнский инстинкт может формироваться у бездетных самок млекопитающих, которым поручено воспитание чужих малышей. Наглядные результаты были получены при изучении грызунов, приматов и даже людей.
Мияко Фурута и Роберт Бриджес — нейробиологи из Школы ветеринарной медицины — отметили, что количество новых нейронов, образовавшихся в субвентрикулярном отделе головного мозга, существенно различается у крыс, которые не имеют своего потомства и не воспитывают чужое, и теми бездетными особями, которым доверили воспитание молодняка. Дополнительные исследования показали, что подобный интенсивный рост нейронов наблюдается у беременных и кормящих самок грызунов и приматов.

«Как и во всех научных исследованиях, наша работа дала один ответ и множество новых вопросов, — говорит Роберт Бриджес, глава отдела репродукции и нейрофизиологии Школы ветеринарной медицины Университета Тафтс. — На следующих этапах исследования нам предстоит взломать ещё несколько тайн. Почему самки всегда безошибочно находят своих малышей среди множества подобных? Или, например, как новые нейроны перемещаются в другие отделы головного мозга, если формируются они в одном месте?»

Наивысшего своего развития забота о потомстве достигает у культурного человека, обречённого со времени рождения на продолжительную беспомощность и требующего продолжительного подготовления к социальным условиям жизни. В то время как млекопитающие до тех пор кормят своих детей, пока они не получат возможности самостоятельно себя прокормить, что обыкновенно случается спустя несколько недель и самое большее несколько месяцев или два-три года по рождении, у человека забота о потомстве простирается до наступления периода, дающего возможность самостоятельно добывать себе пропитание, а у культурных классов — до наступления полной умственной трудоспособности, на чём, собственно, и основано образование семьи, имеющее своею основною целью воспитание детей.

«Процессы, происходящие в нервных тканях, во многом ещё остаются для нас загадкой. Каждое новое открытие, действительно, задаёт больше вопросов, чем даёт ответов. Что уж говорить о механизмах регенерации. Объяснить многие из них современная неврология не может — остаётся лишь догадываться. Для того, чтобы хотя бы представить сложность человеческого организма, нужно просто вспомнить, что каждый из нас — это не нечто единое, а сообщество неисчислимого множества органических клеток, каждая из которых живёт своей жизнью и не имеет представления о том, что является частью чего-то большего. Нам необходимо разобраться в их образе жизни, что позволит научиться контролировать свой организм и оберегать его».

По МоП’ю, стремление матери кормить своего ребёнка и её способность выполнять своё стремление с помощью особого органа — молочных желез — вполне замещают собою способность новорождённого поддерживать своё существование. Одно из двух излишне и так как принцип целесообразности не признает излишества, то упомянутые обратные отношения между материнским инстинктом и способностью новорождённого к самосохранению вполне основательны. Гусеница, вылупившись из яйца, может сама прокормиться, а потому ей никакой матери не надо, млекопитающее же без матери погибло бы, а потому мать в силу наследственного инстинкта принимает на себя заботу о своем ребёнке.